# 1954-es magyar teniszbajnokság
Az 1954-es magyar teniszbajnokság az ötvenötödik magyar bajnokság volt. A bajnokságot augusztus 8. és 18. között rendezték meg Budapesten, a Dózsa margitszigeti teniszstadionjában.

## Eredmények
| Versenyszám  | Arany                                            | Arany | Ezüst                                                     | Ezüst | Bronz                                                                                       | Bronz |
| ------------ | ------------------------------------------------ | ----- | --------------------------------------------------------- | ----- | ------------------------------------------------------------------------------------------- | ----- |
| Férfi egyéni | Gulyás István Bp. Dózsa                          |       | Bujtor Frigyes Bp. Dózsa                                  |       | Asbóth József Bp. VasasKatona Zoltán Bp. Dózsa                                              |       |
| Női egyéni   | Erdődi Gyuláné Bp. Dózsa                         |       | dr. Hidassy Dezsőné Bp. Vasas                             |       | Jávori Márta Bp. DózsaWolfné Peterdy Márta Bp. Vasas                                        |       |
| Férfi páros  | Asbóth József, Birkás György Bp. Vasas           |       | Jancsó Antal, Sikorszky István Bp. Petőfi VTSK, Bp. Vasas |       | Bujtor Frigyes, Katona Zoltán Bp. DózsaGulyás István, Vad Dezső Bp. Dózsa, Bp. Vörös Meteor |       |
| Női páros    | Körmöczy Zsuzsa, Wolfné Peterdy Márta Bp. Vasas  |       | Ernőházi Lajosné, Jávori Márta Bp. Dózsa                  |       | Erdődi Gyuláné, Jusits Ilona Bp. Dózsadr. Hidassy Dezsőné, Rohrböck Józsefné Bp. Vasas      |       |
| Vegyes páros | Sikorszky István, Wolfné Peterdy Márta Bp. Vasas |       | Asbóth József, Körmöczy Zsuzsa Bp. Vasas                  |       | Tornyay Tibor, Somogyi Klára Bp. VasasBujtor Frigyes, Jávori Márta Bp. Dózsa                |       |